# Antlers, Oklahoma
Antlers är administrativ huvudort i Pushmataha County i Oklahoma. Enligt 2010 års folkräkning hade Antlers 2 453 invånare.